# Molibdato de manganês(II)
Molibdato de manganês é um composto inorgânico de fórmula química MnMoO4. 